# Vojska Jugoslavije
Vojska Jugoslavije  je bila jedna od oružanih snaga nastalih iz Jugoslavenske narodne armije, te je preuzela onaj dio postrojbi i naoružanja JNA koji se u svibnju 1992. god nalazio na području SR Jugoslavije (tj. na područjima Crne Gore i Srbije). 
Formalnom stvaranju VJ neposredno je prethodilo povlačenje postrojbi i većine tehnike JNA i Republike Makedonije, koja je u objektima koji su ostali iza JNA i uz manju količinu ostavljene tehnike stvorila Armiju Republike Makedonije. Od dijela tehnike i postrojbi JNA formirani su na okupiranom području Republike Hrvatske Srpska Vojska Krajine, a na teritoriju BiH Vojska Republike Srpske; ove dvije vojske su ostale narednih godina povezane s VJ, u pitanjima opskrbe, obavještajne i tehničke potpore.
Za vrijeme Domovinskog rata, VJ je imala presudnu ulogu u opremanju i zapovijedanju postrojbama Srpske Vojske Krajine. Iz sastava svojega kadra u je VJ u smjenama slala također i zapovjedno i tehničko osoblje u postrojbe SVK na okupiranom područje Hrvatske.  
VJ je sudjelovala u Kosovskom ratu 1996.-1999., koji je okončan NATO-ovim bombardiranjem postrojbi VJ i drugih ciljeva u Srbiji i Crnoj Gori od ožujka do lipnja 1999 i povlačenjem istih na prostoru Kosova i Metohije.
Od 2003. promijenila je Vojska Jugoslavije ime u Vojska Srbije i Crne Gore; s obzirom na to da je i SRJ promijenila ime u "Srbija i Crna Gora". Postupno je njen dio koji je bio stacioniran u Crnoj Gori zadobivao sve samostalniji status: državno vodstvo Crne Gore je posve otvoreno i dosljedno zahtijevalo neovisnost, a Beograd nije ima dovoljno motiva da zaustavi proces osamostaljenja Podgorice. 
Iz Vojske Jugoslavije nastale su u sklopu razdruživanja Savezne Republike Jugoslavije 2006. i službeno Vojska Srbije i Vojska Crne Gore.

## Vanjske poveznice
- Vojska Srbije i Crne Gore na vojska.net